# جوزفين دي بوارنيه (ملكة السويد والنرويج)
جوزفين من ليوتشتنبورغ (بالسويدية: Josefina av Leuchtenberg) (جوزفين ماكسيمليان نابليون دو بوارنيه) (14 مارس 1807 - 7 يونيو 1876) كانت ملكة القرينة لـ السويد والنرويج بزواجها من أوسكار الأول، هي أبنة الكبرى لـ يوجين دو بوارنيه ربيب نابليون بونابرت وأميرة أوغستا من بافاريا أبنة ماكسيمليان يوزف الأول ملك بافاريا، وأيضا هي ووالدة الملكيين كارل الخامس عشر ملك السويد والنرويج وأوسكار الثاني ملك السويد والنرويج.